# Вольфганг Райзенер
Вольфганг Райзенер (нім. Wolfgang Reisener; 13 жовтня 1918, Бухгольц-ін-дер-Нордгайде — 15 жовтня 1989) — німецький офіцер-підводник, оберлейтенант-цур-зее крігсмаріне.

## Біографія
1 жовтня 1938 року вступив на флот. З травня 1940 року служив на важкому крейсері «Адмірал Гіппер». З жовтня 1940 по квітень 1942 року пройшов курс підводника. З 6 червня 1942 року — 1-й вахтовий офіцер на підводному човні U-223. В листопаді-грудні 1943 року пройшов курс командира човна. З 4 січня 1944 року — командир U-608, на якому здійснив 4 походи (разом 81 день в морі). 10 серпня 1944 року U-608 був потоплений в Біскайській затоці північно-західніше Ла-Рошель (46°30′ пн. ш. 03°08′ зх. д.) глибинними бомбами британського шлюпа «Врен» і бомбардувальника «Ліберейтор». Всі 52 члени екіпажу були врятовані і взяті в полон. В березні 1946 року звільнений.

## Звання
- Кандидат в офіцери (1 жовтня 1938)
- Морський кадет (1 липня 1939)
- Фенріх-цур-зее (1 грудня 1939)
- Оберфенріх-цур-зее (1 серпня 1940)
- Лейтенант-цур-зее (1 квітня 1941)
- Оберлейтенант-цур-зее (1 січня 1943)